# Bone
Bone er en amerikansk tegneserie skabt af Jeff Smith. Bone er en humor/fantasy tegneserie omhandlende mystiske væsener, blandt hovedrolleindehaverne er de tre fætre, Fone Bone, Phoney Bone og Smiley Bone, som er tre små væsener som er blevet forvist fra deres hjemby Boneville.
Bone udkom i bladform fra 1991 i USA, senere er bladene samlet i 9 større hæfter, og senere endnu er der udkommet en komplet Bone samling. Bone har også været udgivet på dansk i 12 hæfter fra Carlsen.
1. Flugten fra Boneville
2. Omringet af fjender
3. Totalisatoren
4. Det store kovæddeløb
5. Genvordigheder
6. Afsløringen
7. Dragedræberen Phoney
8. Mørkets magter
9. Et skærsommernatsmareridt
10. Fanget
11. På flugt!
12. Masken falder